# Mathomatic
Mathomatic – bezpłatny program należący do grupy systemów algebry komputerowej (CAS).  
Oprogramowanie działa na wierszu poleceń lub w terminalu (np. Windows Terminal) pod dowolnym systemem operacyjnym.

## Zastosowanie
Mathomatic potrafi rozwiązywać obliczenia symboliczne, upraszczać, dodawać, a także porównywać równania algebraiczne. Wykonuje się na nim również działania związane z symbolicznym rachunkiem tensorowym (tj. pochodna funkcji, ekstremum funkcji, szereg Taylora). Można także całkować wielomiany i znajdować transformacje Laplace'a. Obsługuje całą elementarną algebrę, nie wliczając logarytmów. Funkcje trygonometryczne mogą być wprowadzane i manipulowane przy użyciu wzoru Eulera. Program ten nadaje się do szybkich obliczeń z dokładnością do 14 cyfr.

## Ograniczenia
Mathomatic nie nadaje się do zastosowań wymagających bardzo dużej precyzji, ponieważ każda liczba jest zapisywana w formacie double float, a błędy w zaokrąglaniu są niezauważane. Duże liczby całkowite, funkcje takie jak {\displaystyle f(x)} i {\displaystyle \log(x)} oraz macierze nie są obsługiwane. Program nie pozwala na obsługę dużych wyrażeń, na których operacje zajmują ponad 400 MB pamięci RAM i trwają bardzo długo.

## Historia powstania
Mathomatic jest rozwijany od 1986 roku przez George-a Gessleina II. Program pierwotnie został napisany w języku C na system MS-DOS, dopuszczony jako shareware w programie graficznym. Został on później przeniesiony na GNU C Compiler pod Linuksa i stał się wolnym oprogramowaniem. Front-end graficzny został zlikwidowany.

## Wymagania systemowe
Program jest dostępny dla systemów Microsoft Windows w środowisku MinGW, dla Mac OS X, dla Nintendo DS pod DSLinux i pod natywnym systemem konsoli, dla Debian Linux, Gentoo Linux, a wszystkie dystrybucje BSD zawierają go jako automatyczną instalację pakietu. Może być uruchomiony na dowolnym komputerze z przynajmniej 1 MB wolnej pamięci RAM. Standardowo wymaga 100 MB RAM, w zależności od wielkości przestrzeni przeznaczonej na równania.